# К3 (система автоматизированного проектирования)
К3 (читается «ка три») — система твердотельного пространственного моделирования, разработанная нижегородской компанией «Центр „ГеоС“» на основе ПО «Спич» и «Китеж». Программный продукт «К3-Мебель» является одной из самых распространенных САПР для мебельного производства на российском рынке, наряду с такими программами как «Базис» и bCAD Мебель.

## История разработки
- 1979 г. — сотрудники Вычислительного центра при ГГУ им. Лобачевского разработали пакет прикладных программ «Спич» для БЭСМ-6 и ЕС ЭВМ, использовавшийся для предприятий ядерной и космической индустрии.
- 1983 г. — «Спич» стали использовать для проектирования коттеджей.
- 1985 г. — появилась версия для СМ ЭВМ, которая получила название «Китеж».
- 1991—1993 гг. — более 50 предприятий страны стали активно использовать «Китеж».
- 1994 г. — из сотрудников ВЦ образовалась компания «Центр „ГеоС“», которая разработала систему твердотельного пространственного моделирования «К3» и модули на её основе: «К3-Мебель» (1998), «К3-Коттедж» (2002), «К3-Коттедж Каркас» (2019), «К3-Ship» (1996), «К3-Тент» (2002), «К3-LOM» (1997), К3-LSS и К3-SLS.

## Продукты на базе K3

### К3-Мебель
К3-Мебель — комплекс компьютерных программ для производства и продажи корпусной мебели. К3-Мебель позволяет автоматизировать процесс приема заказов и подготовки производственных заданий на базе компьютерных технологий.
Комплекс состоит из следующих модулей:
- К3-Мебель ПКМ — модуль для проектирования корпусной мебели. Сочетает в себе возможности К3-Мебель Салон и К3-Мебель ИКМ;
- К3-Мебель ИКМ — модуль для проектирования индивидуальной корпусной мебели (не выпускается с 2011 года);
- К3-Мебель Салон — модуль предназначен для обеспечения продаж стандартной, типовой и индивидуальной корпусной мебели в салоне с использованием электронных каталогов: кухонная, офисная, детская и др.;
- К3-Мебель АМБИ (Автоматизация Малого БИзнеса) — модуль, предназначенный для проектирования и продажи мебельных изделий небольшими (малыми) фирмами. В модуле отсутствует возможность настройки, отсутствует ряд полезных функций и пр (не выпускается с конца 2020 года).
- K3-Мебель. Модуль ЧПУ — модуль для передачи информации о заказе на станки с числовым программным управлением.
- К3-Мебель. Модуль раскроя листовых материалов позволяет экономить материалы, создавая оптимальные карты раскроя, вести учёт остатков и эффективно их использовать;
- К3-Мебель.  Модуль "Справочники" — эффективный инструмент управления материалами, сборочными единицами и стандартными изделиями, используемыми в "К3-Мебель".
- Модуль фотореалистической визуализации.

Возможно также написание собственных пользовательских макропрограмм.

### К3-Коттедж
К3-Коттедж — это комплекс компьютерных программ для производителей домов из оцилиндрованного бревна и профилированного бруса. Позволяет создать все документы, необходимые для производства и сборки домов из оцилиндрованного бревна и профилированного бруса. Основные отчёты: развёртки стен, разбревновка (разбрусовка, побревёнка), планы этажей, планы по венцам, оптимизация отхода материала (раскрой) и пр.

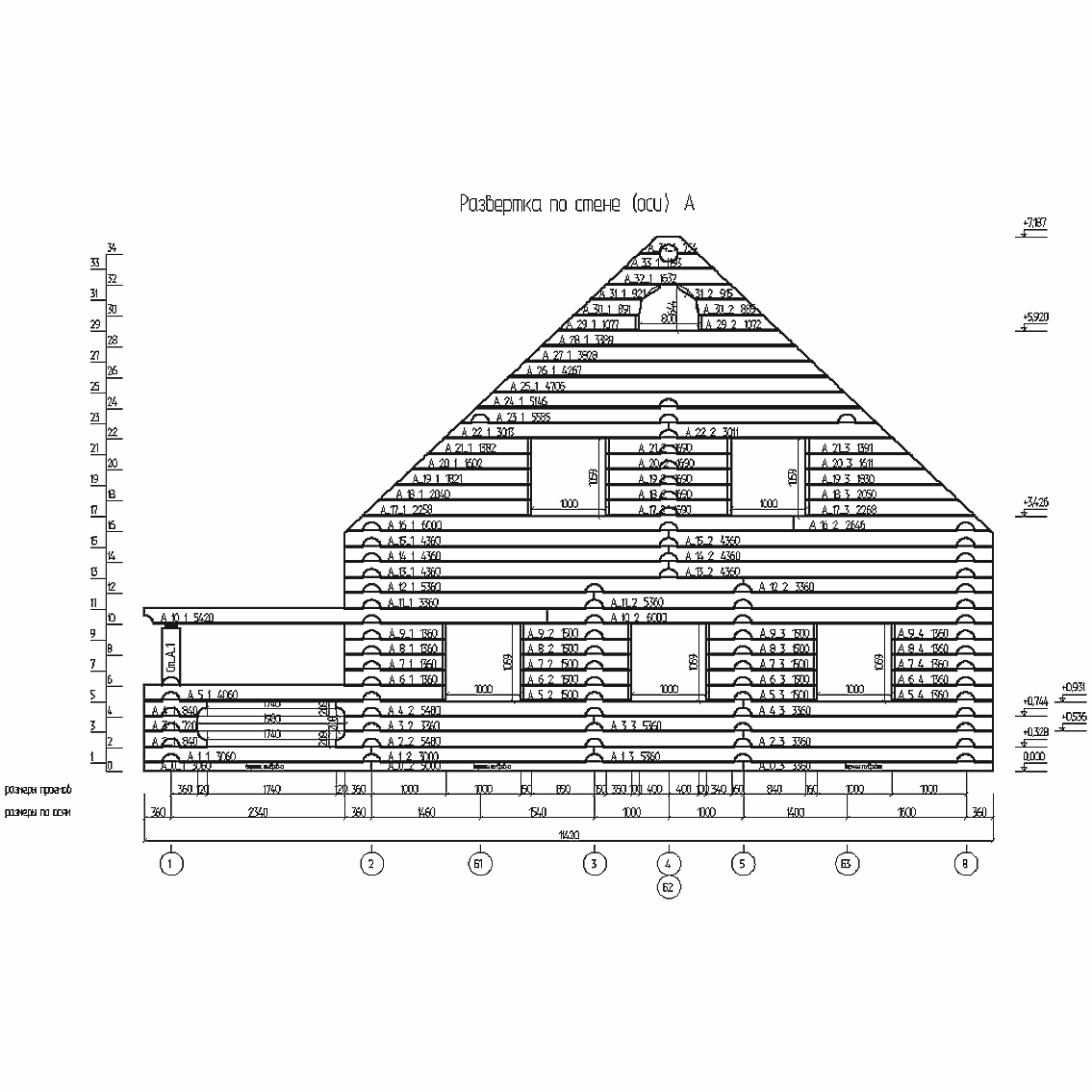
Отчёт в К3-Коттедж

Комплекс состоит из следующих модулей:
- Геометрический пространственный редактор К3 — геометрическое ядро комплекса;
- Модуль Сруб — модуль создания трехмерной модели дома;
- Модуль Крыша — модуль создания скатов и несущей конструкции крыши;
- Модуль импорта данных из ArchiCad — модуль импорта данных из системы архитектурного моделирования ArchiCad;
- Модуль ЧПУ — модуль передачи данных в деревообрабатывающие центры с числовым программным управлением. В настоящий момент реализованы модули передачи данных на станки Hundegger, Krusi, Stromab AutoBlox, Makron, Shmidler.

### К3-Коттедж Каркас

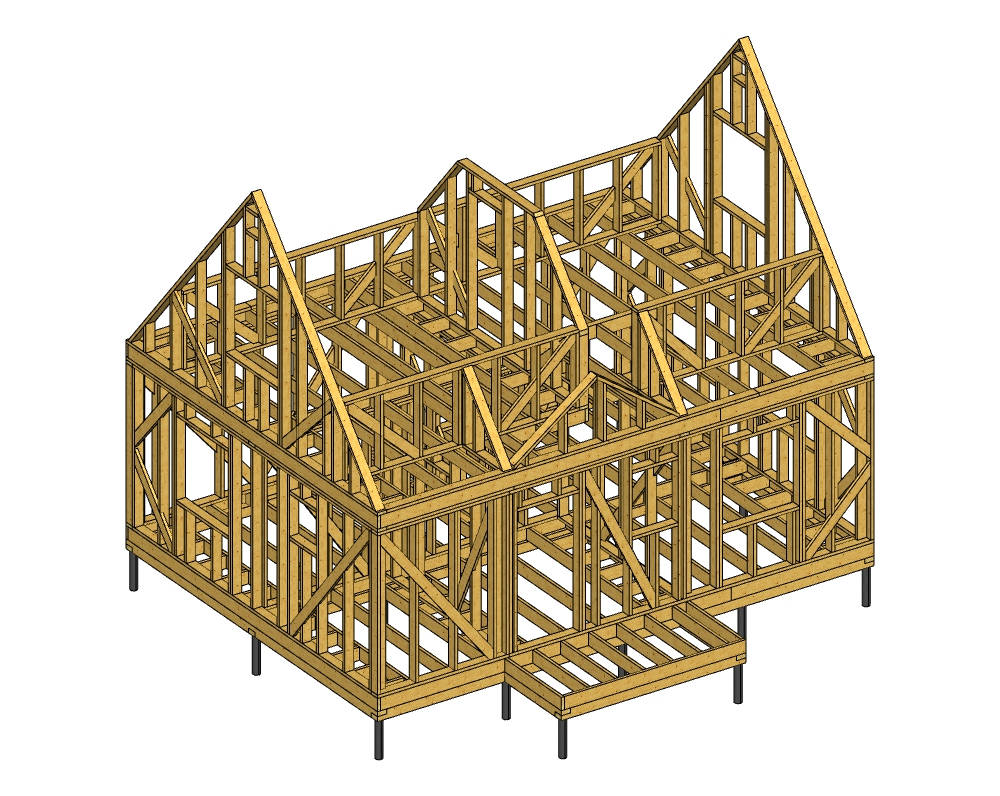
К3-Коттедж Каркас

К3-Коттедж Каркас — это программа для проектирования и изготовления каркасных домов. Позволяет спроектировать каркасные дома с использованием различных технологий, подготовить документацию, необходимую для производства и сборки домов и оформить документы для заказчика. Основные отчёты: развёртки стен, планы этажей, планы монтажа, таблица пиломатериалов, раскрой погонажных и листовых материалов и пр.

### К3-Тент

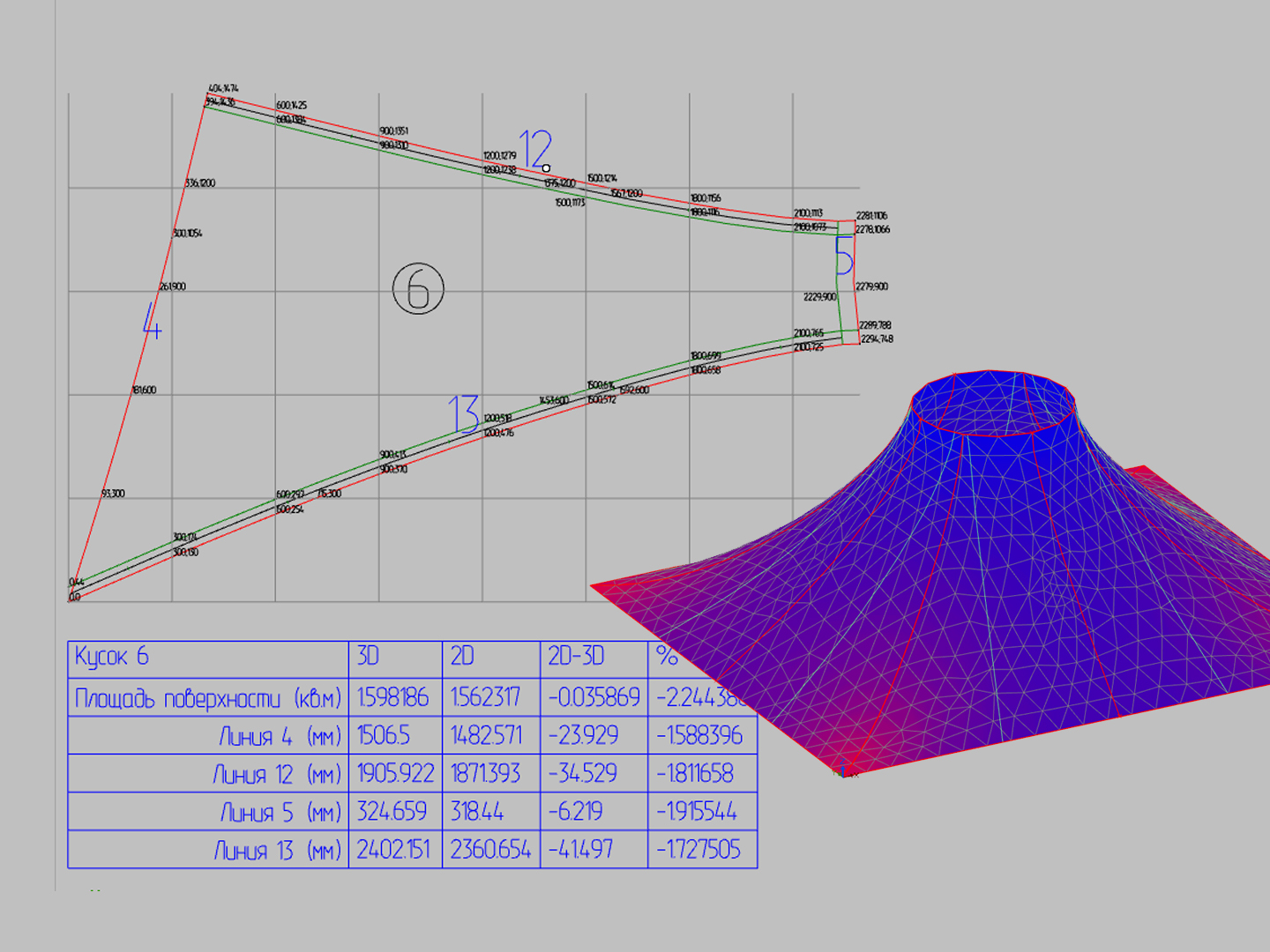
К3-Тент

K3-Тент — комплекс компьютерных программ для проектирования тентовых конструкций. «К3-Тент» позволяет ускорить выпуск проектной документации и повысить качество подготовки производственных заданий по изготовлению тентовых конструкций произвольной формы. Комплекс «К3-Тент» предоставляет конструктору предельно наглядный и наиболее эффективный инструментарий для работы с поверхностями любой сложности. При этом «К3-Тент» обеспечивает существенное сокращение сроков по нахождению формы оболочки, визуализации конечной конструкции, нанесение линий кроя и развертки кусков на плоскость.
Состав комплекса К3-Тент:
- «Модуль формообразования» — модуль создания трехмерной модели тента. Обеспечивает поиск формы и визуализацию оболочки;
- «Модуль подготовки производства» — модуль нанесения линий маркировки и разрезов на оболочку. Формирование и развертка лоскутов на плоскость

### К3-Ship
К3-Ship — это система формирования пространственной твердотельной модели корпусной конструкции судна и других его элементов.

### К3-LOM, К3-LSS, К3-SLS — послойныйсинтез
Смоделированный на компьютере трехмерный объект практически любой сложности может быть изготовлен:
- либо на лазерном стерелитографе из жидкой фотополимеризующей композиции последовательными тонкими (0.1-0.2 мм) слоями, отверждаемыми лазерным излучением (К3-LSS);
- либо на LOM машине из тонких слоев самоклеящейся бумаги, вырезаемых лучем лазера (К3-LOM).